# 森山大道
森山大道（1938年10月10日—），日本攝影師，以強烈風格的黑白城市街頭攝影聞名。

## 簡歷
森山大道出生於大阪府池田町（現 池田市），1958年曾任自由身平面設計師，因受美國攝影師威廉·克萊因 (William Klein)作品《紐約》啟發而投身攝影。1959年跟隨岩宮武二任助手學習攝影，1961年轉到東京發展，原欲參加攝影師組成的團體VIVO，但VIVO剛巧解散，森山轉而擔任攝影師細江英公的助理。1966年，於東京澀谷與中平卓馬共同開設事務所。1968年參與攝影團體《Provoke》(挑釁)第2號，同年出版攝影集《日本劇場寫真帖》。
森山大道的作品曾於世界多個國家展出。1999年，美國三藩市現代藝術博物館舉辦森山大道巡迴回顧展《Stray Dog》(野犬)，顯示森山大道的攝影風格受到美國藝術界肯定。《Stray Dog》其後於紐約大都會美術館及日本協會畫廊巡迴舉行；2002年則於紐約及倫敦舉行展覽。2003年，法國卡地亞基金會為森山大道於巴黎舉辦大型回顧展。2008年，日本東京都攝影美術館舉辦《夏威夷》回顧展。其他曾舉辦展覽城市包括科隆、蘇黎世、阿姆斯特丹、米蘭、奧斯陸等。2012年10月於香港舉辦《反射與折射——森山大道寫真展》。

## 風格
森山大道的攝影風格獨特，擅長於以粗糙、模糊、高反差及粗微粒的黑白照片，加上黑房後期製作技巧，表達強烈的效果。其作品主要以135型相機如Minolta SR-7單眼相機、Olympus OM系列單眼相機與Olympus Pen系列半格機、Ricoh GR系列相機所拍攝，他現今使用的器材為Nikon Coolpix數位相機。曾於其自傳作品《犬的記憶》中自稱流浪狗，自我形容為「像一條狗，在路上像排泄似地在街頭各處拍攝照片」。

## 資料來源
1. ↑  森山大道：把攝影從生命扣除，我就是糟老頭！ 的存檔，存档日期2012-08-25. 數位時代，2008年5月1日
2. ↑  森山大道 （页面存档备份，存于） shenchaoliang.com
3. 1 2  街拍聞名國際 一條黑白森山大道 （页面存档备份，存于） 星島日報，2012年8月21日

## 外部連結
- （日語） 森山大道 官方網站 （页面存档备份，存于）
- kamel mennour - Daido Moriyama （页面存档备份，存于）
- （日語） （英文） shashasha攝影書平台 - 收錄多本森山大道絕版攝影集檔案